# Florin Iordache

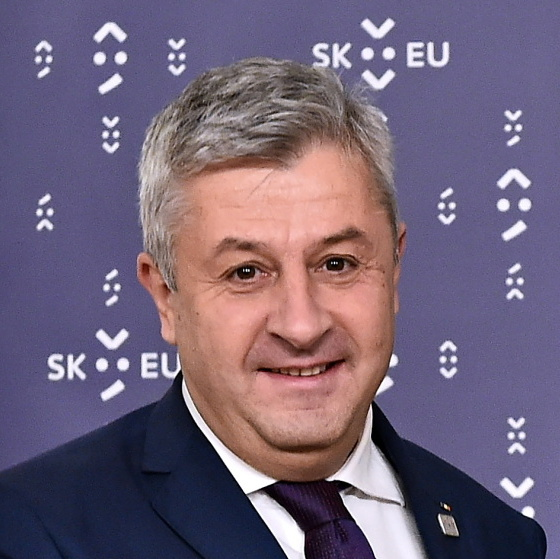
Florin Iordache, 2016

Florin Iordache (* 14. Dezember 1960 in Caracal, Volksrepublik Rumänien) ist ein rumänischer Politiker.

## Leben und Werk
Iordache absolvierte ein Studium an der Universität Craiova und arbeitete ab 1985 als Ingenieur, 2002 wurde er nach weiteren Vorlesungen Jurist. Er ist Mitglied der Partidul Social Democrat und war von 1996 bis 2000 Vizebürgermeister von Caracal. Er war vom 13. Juni bis 21. Dezember 2016 Präsident der Rumänischen Abgeordnetenkammer, in die er im Jahr 2000 zum ersten Mal gewählt wurde.
Am 4. Januar 2017 wurde er als Justizminister in das Regierungskabinett Grindeanu aufgenommen. Nach landesweiten Protesten gegen eine von ihm mitgetragene Regierungsverordnung zur Entkriminalisierung von Korruptionsfällen unter 200.000 Lei (~ 45.000 Euro) trat er am 9. Februar 2017 von diesem Amt zurück. Zwei Monate später wurde er zum Vize-Präsidenten der Abgeordnetenkammer gewählt.